# Jollas
Jollas is een geslacht van spinnen uit de familie springspinnen (Salticidae).

## Soorten
De volgende soorten zijn bij het geslacht ingedeeld:
- Jollas amazonicus Galiano, 1991
- Jollas armatus (Bryant, 1943)
- Jollas crassus (Bryant, 1943)
- Jollas geniculatus Simon, 1901
- Jollas hawkeswoodi Makhan, 2007
- Jollas lahorensis (Dyal, 1935)
- Jollas manantiales Galiano, 1991
- Jollas minutus (Petrunkevitch, 1930)
- Jollas paranacito Galiano, 1991
- Jollas pompatus (Peckham & Peckham, 1893)
- Jollas puntalara Galiano, 1991
- Jollas richardwellsi Makhan, 2009